# David Ruhnken

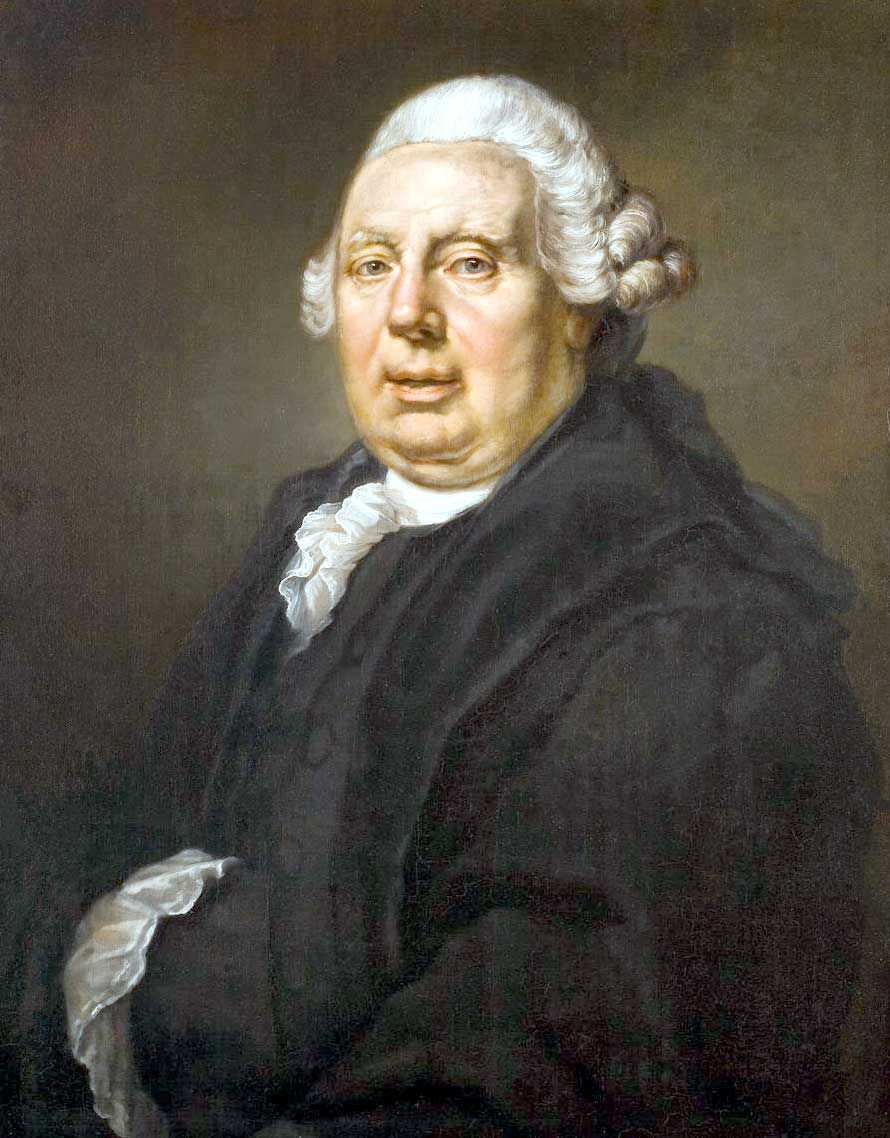
David Ruhnken

David Ruhnken, född 2 januari 1723 i Bedlin vid Stolp, död 14 maj 1798 i Leiden, var en tysk-nederländsk filolog.
Ruhnken studerade vid universitetet i Wittenberg och (sedan 1743) i Leiden, där han vann sin lärares, Tiberius Hemsterhuis, vänskap och förblev bosatt för livstiden. Där blev han 1757 biträdande professor i grekiska, 1761 ordinarie professor i historia och latinsk vältalighet (som efterträdare till Frans van Oudendorp) samt 1774 därjämte universitetsbibliotekarie. 
Ruhnken var en av 1700-talets mest framstående humanister, genom både begåvning och omfattande studier inom den klassiska litteraturen. Bland hans arbeten märks Epistolæ criticæ (två band, 1749-51) och Elogium Tiberii Hemsterhusii (1768; tredje upplagan 1824) samt editioner av Timaios lexikon till Platon (1755; ny upplaga 1789), Vellejus Paterculus (1779; ny upplaga 1830), Muretus arbeten (1789) och "Scholia in Platonem" (1800). 
Ruhnken var den förste, som i nyare tid närmare uppmärksammade Platon ur språklig synpunkt. Därjämte sysslade han med de grekiske talarna, de homeriska hymnerna samt antikens grammatiker och retoriker. Hans lärjunge Daniël Wyttenbach skrev "Vita Dav. Ruhnkenii" (1799; flera upplagor).